# Mirakelbuch
Ein Mirakelbuch ist eine Sammlung von Wunderberichten, meist bezogen auf einen bestimmten Heiligen, dem die gesammelten Wunder zugeschrieben werden oder auf einen bestimmten Wallfahrtsort, zu dem sie in Bezug stehen.
Die literarische Gattung lässt sich innerhalb der Christentumsgeschichte bis in die Spätantike zurückverfolgen, Beispiele finden sich allerdings bis in die Gegenwart. Doch lässt sich als Blütezeit der Gattung klar das Barockzeitalter nennen. Zwei verschiedene Typen sind zu unterscheiden: 
- Einerseits werden unter dem Terminus Mirakel diejenigen Erzählungen zusammengefasst, die von den Taten eines Heiligen noch zu dessen Lebzeiten berichten; Gebetserhörungen nach dem Tode des Heiligen können sich anschließen, sind für diese Art aber nicht typologisch notwendig. Bei diesem Typ ist das enge Zusammengehören eines Heiligen mit den von ihm gewirkten Wundern charakteristisch: Vita (oftmals von hohem historischem Quellenwert) und Miracula (häufig gänzlich legendarische Ausschmückungen) lassen sich nur schwer trennen. Diese Erzählform ist bereits im Mittelalter voll ausgeprägt. Daneben kam es, losgelöst vom Bezug auf einen Heiligen, zu Mirakelerzählungen, die der Bestätigung oder Beglaubigung einer Glaubenswahrheit dienen (z. B. Hostienmirakel zur Bestätigung der Transsubstantiation).

- Erst deutlich später (etwa zur Zeit der Renaissance) entstand ein neuer Typus des Mirakelbuchs, das auch die Gründungslegenden von Wallfahrtsorten, die Geschichten von Gnadenbildern, Heilungen und Erhörungen von Wallfahrern enthält.

Mit der Erfindung und Ausbreitung des Buchdrucks und der enormen Popularisierung durch die Verwendung der deutschen Sprache konnten Mirakelbücher in der frühen Neuzeit eine weite Verbreitung finden und sind somit von nicht zu unterschätzender Bedeutung für die Ausprägung spezifischer Elemente der Volksfrömmigkeit.

## Beispiele
- Mirakelbuch über Anno II.[1][2]
- Mirakelbuch von Dettelbach
- Werler Mirakelbuch
- Marienthaler Mirakelbuch
- Gräfinthaler Mirakelbuch
- Mirakelerzählungen in der Chronik (Annales Conventus Altstadiensis ab anno 1649 usque ad annum 1672 […]) von Kloster Altstadt[3]
- In cruce salus des Anton Ginther